# Červar-Porat
Červar-Porat is een plaats in de gemeente Poreč in de Kroatische provincie Istrië. De plaats telt 593 inwoners (2001).